# Distrito 5.º de Cotabato
El Distrito 5.º de Cotabato fue uno de los siete distritos o provincias en los que a finales del siglo XIX se hallaba dividida la isla de Mindanao, perteneciente a la Capitanía General de Filipinas (1521-1899).
Su capital era el pueblo de  Cotabato.
De este Distrito  dependía la comandancia de Polloc.

## Límites y superficie

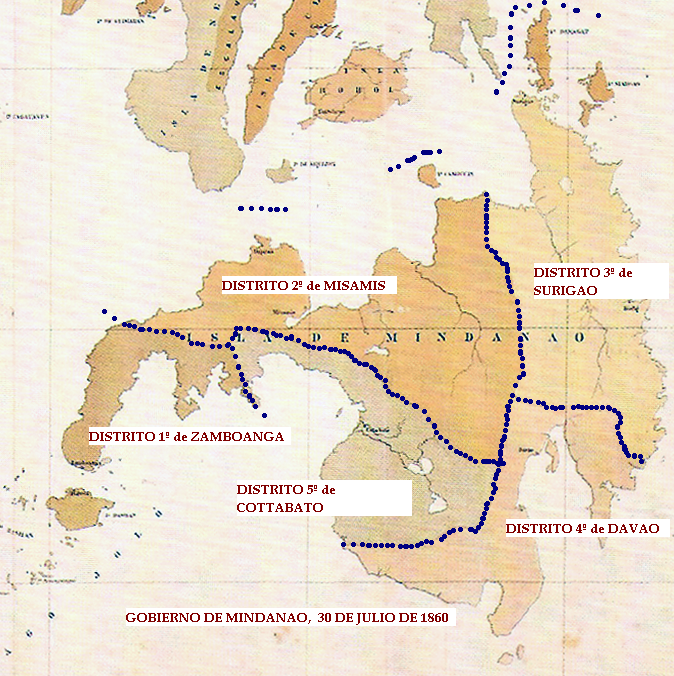
Gobierno de Mindanao: Los 5 Distritos creados por Real Decreto de 30 de julio de 1860.

Confina este distrito al norte con las grandes cordilleras que lo separan de los distritos de Misamis y Surigao, al noroeste  con Zamboanga, en el interior al este con el distrito de Dávao y al sur y este con el mar de Célebes.
Entonces desconocida la parte interior  no ha sido fácil fijar su verdadera superficie, así es que se calcula en unos 28,293 km².

"...El Censo de 1887 le señala 1,118 y el Estado General del Obispado de Jaro, publicado en 1895, le da un número de almas que asciende á 3,011...."

"...El castellano, el moro-maguindanao, el tiruray, dulangán, manobo, ata, bilán y tagabelí...."
El Archipiélago Filipino.
 Colección de datos. 
Por algunos padres de la Misión de la Compañía de Jesús en estas islas.

## Pueblos, visitas y barrios
La capital es el pueblo de Cotabato de 1,012 habitantes, está situado en la margen izquierda del Pulangui o río Grande, cuyas orillas están pobladas de moros; posee una magnífica cota o castillo, donde hay establecido un semáforo para indicar los buques que entran y cruzan por la bocana; parte de la población queda inundada en las altas mareas; el comercio está en manos de gran número de chinos que se han establecido en este pueblo.
- Polloc de 472 habitantes, está situado en la costa sur al este de la gran bahía de Illana; su puerto es abrigado, limpio, de mucho braceaje y, aunque abierto al oeste, le protege la isla de Bongo, que se halla delante do su entrada. Era comandancia militar dependiente de Cotabato y tenía estación naval establecida en dicho pueblo; posee un muy buen dique donde limpian sus fondos los cañoneros. Tiene por visitas Simuay o Amadeo y el barrio de Panay.
- Tamontaca de 2,420, donde hay establecido un orfanato de niños y niñas, procedentes de los moros, dirigido por los Padres de la Compañía de Jesús. Cuenta como visitas Sianán, Semba y varias reducciones de tirurayes.

## Presencia militar
Para adelantar en la ocupación y dominio de la isla, se creó por Real Decreto de 30 de julio de 1860, el Gobierno de Mindanao; se dividió su territorio en seis distritos; se fijó un meditado plan de operaciones y se adoptó un sistema político militar.
Al frente de la Comandancia Político-militar de Polloc estaba un Teniente de navío de 1.ª.
En la bahía de Illana estaba establecido el campamento militar de Parang-Parang, al otro lado de la bahía de Polloc; dependían del jefe de Paranparan los fuertes de Malabang, Barás y Tucuran. En dicho campamento estaba establecido un hospital militar y una comisaría de guerra.
Cuenta con un fuerte artillado, una bonita iglesia gótica, y muy fresca y cristalina agua, que abastece abundantemente la población. En lo espiritual depende do Polloc.
Es notable el fuerte de Reina Regente, situado en el centro de la morisma. En la costa comprendida entre Cotabato y la punta Pola se hallaba le destacamento de Lebac, establecido para contener las piraterías é insolencia de los moros.

### Comandancias militares

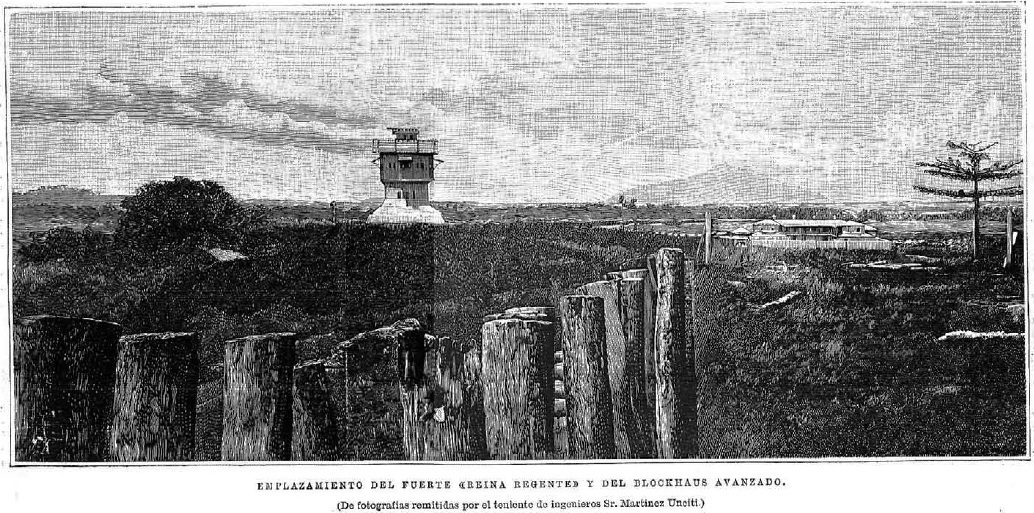
Emplazamiento del fuerte Reina Regente y del blocao avanzado.

| Denominación  | Categoría del comandante |
| ------------- | ------------------------ |
| Malabang      | Comandante.              |
| Reina Regente | Capitán.                 |
| Tucuran       | Capitán.                 |
| Bahía Illana  | Teniente coronel.        |
| Barás         | Capitán.                 |
| Lebac         | Teniente 1.º.            |